# Schwarzula
Schwarzula är ett släkte av bin. Schwarzula ingår i familjen långtungebin.
Kladogram enligt Catalogue of Life:
| Schwarzula | \| \| Schwarzula coccidophila \| \| \| \| \| \| Schwarzula timida \| \| \| \| |
|            | \| \| Schwarzula coccidophila \| \| \| \| \| \| Schwarzula timida \| \| \| \| |
|            | Schwarzula coccidophila                                                       |
|            |                                                                               |
|            | Schwarzula timida                                                             |
|            |                                                                               |